# 快报 (法国)
快报（法語：L'Express），是一家总部设在法国巴黎的新聞雜誌，政治上属中右翼，1953年建立。《快报》被认为是法国首份美式新聞周刊，和《新观察家》、《观点》是法国三大新闻周刊之一。